# Referendum in Haiti 1971
Beim Referendum in Haiti 1971 sollten die Einwohner Haitis „entscheiden“, ob der Sohn des Diktators François Duvalier diesem nach dessen Tod als Präsident nachfolgen soll. Der Sohn Jean-Claude Duvalier wurde ohne Gegenstimme als Nachfolger bestimmt. Das Referendum fand am 30. Januar 1971 statt.

## Geschichte
Mitte Januar des Jahres 1971 gab der damals 64-jährige Diktator, eventuell weil seine Gesundheit angegriffen war, in einer Neujahrsansprache bekannt, dass sein Sohn ihm im Amt des Präsidenten nachfolgen soll.
Wenige Tage vor dem Referendum wurde durch die machtlose Nationalversammlung der Verfassungsartikel über das Mindestalter des Präsidenten so geändert, dass das erforderliche Alter für das Amt des Präsidenten von 40 auf 20 Jahre herabgesetzt wurde. Gleichzeitig erklärte das Innenministerium per Dekret, dass Jean-Claude Duvalier nicht 19, sondern bereits 21 alt sei. Auf den Wahlzetteln mussten die Einwohner ihr Einverständnis mit der Nachfolge bestätigen.
Auf den Wahlzetteln wurde den Wählern die folgende Frage gestellt:

„Bürger Dr. François Duvalier … hat den Bürger Jean-Claude Duvalier als Nachfolger für die Präsidentschaft auf Lebenszeit der Republik ausgewählt. Entspricht diese Wahl Ihren Vorstellungen und Wünschen? Bestätigen Sie dies?“

Angeblich stimmten 2.391.916 Bürger mit Ja und keiner mit Nein.
Nach dem Tod von François Duvalier am 21. April 1971 trat Jean-Claude das Amt des Präsidenten an und herrschte bis zu seinem Sturz im Jahr 1986.